# Київська міська психіатрична лікарня
Київська міська психіатрична лікарня № 1 імені І. П. Павлова — психіатричний заклад у місті Києві. Підпорядкована Головному управлінню охорони здоров'я Київської міської державної адміністрації.

## Історія

### XVIII—XIX століття
За указом Катерини II про відкриття богоугодних лікарень 13 червня 1786 року в келіях Кирилівського чоловічого монастиря відкрито будинок інвалідів, а сам монастир закрито. У 1802 році побудовано одноповерхову лікарню. У 1823 році для лікарні будинку інвалідів було споруджено окрему будівлю. В ньому могли перебувати 50 інвалідів: 4 місця для офіцерів та 46 для нижчих чинів. Також поруч було побудовано двоповерхову богадільню та між ними одноповерхову пральню. Автором був архітектор Й. Шарлемань.
У 1835 році будинок інвалідів перетворили на лікарню. На початку вона була розрахована на 80 ліжок, до кінця 1850-х років містила вже 180.

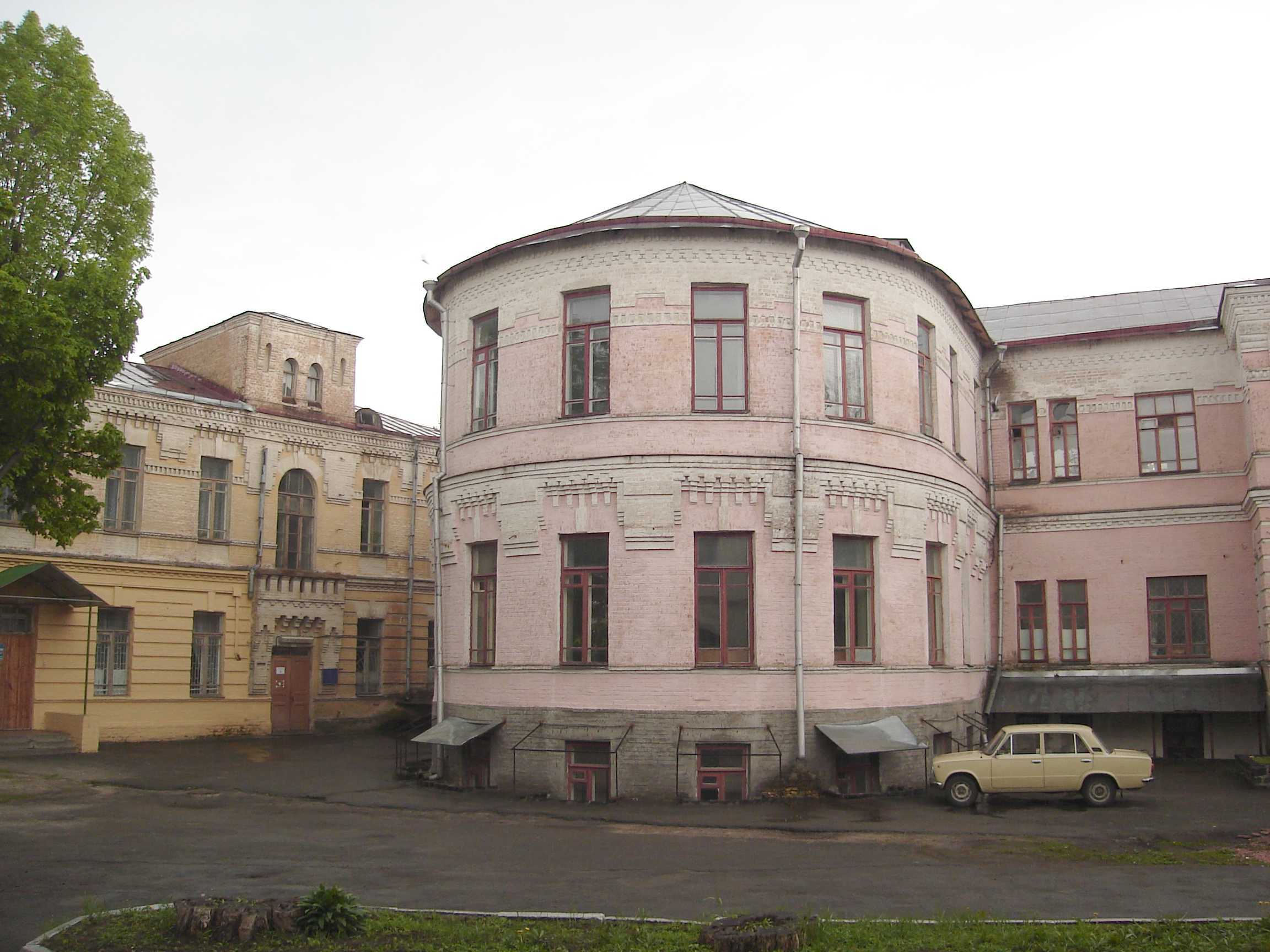
Цегляні корпуси лікарні

1 жовтня 1843 року при богоугодних закладах було відкрито фельдшерську школу.
У 1870-х роках за проектом київського губернського інженера Федора Гешвенда побудовано комплекс з дев'яти цегляних будівель для лікарні та декілька дерев'яних споруд для фельдшерської школи та господарчих потреб. У 1891 році побудовано додатковий двоповерховий корпус терапевтичного відділення на 32 ліжка за проектом губернського інженера Якова Кривцова

### Початок XX століття
На початку 1900-х років за проектами архітектора Олександра Кобелєва побудовано каплицю з приміщенням для моргу (1902), одноповерхову будівлю інфекційного корпусу на 60 ліжок. У 1912—1913 роках побудовано корпус акушерської клініки Жіночого медичного інституту.
У 1920—1936 роках лікарня носила ім'я Тараса Шевченка. З 1936 року — лікарня імені І. П. Павлова.
У 1927 році головним лікарем лікарні був С. Ф. Файнштейн.
До 1935 року при лікарні діяв психіатричний технікум.

### Друга світова війна
До липня 1941 року директором лікарні був Лев Зак. У липні його мобілізували, але він продовжував виконувати обов'язки до 17 вересня, після чого зник безвісти. Тоді ж призначив виконувати свої обов'язки заступника директора науковця Павла Черная. Головним лікарем був Мусій Танцюра, а завгоспом — Йосип Горохов. Німецька адміністрація затвердила нове керівництво. На той час у лікарні було майже 1500 пацієнтів.
Головний лікар Мусій Танцюра, який читав німецькі медичні журнали, знав, що нацисти убивають душевнохворих. Протягом вересня — жовтня 1941 року він провадив фіктивну виписку пацієнтів, яких лікарська комісія визнала «такими, що одужали». Таким чином, шляхом фальсифікації документації, підміни діагнозів та фіктивних консиліумів було врятовано життя понад 500 людей.
Наприкінці вересня до лікарні приїхав гарнізонний лікар Раковський, який разом з Чернаєм обрав майбутнє місце вбивства євреїв — урочище Горіхова діброва. 15 жовтня по всіх відділеннях зібрали списки пацієнтів-євреїв, а потому перевели їх до 8-го корпусу. Там було 311 пацієнтів, причому двох Танцюра відпустив, а один помер наступної ночі. Наступного дня привезли ще одного пацієнта, якого лікарі після огляду визнали юдеєм: його було негайно розстріляно. 18 жовтня загін СС розстріляв 308 пацієнтів за допомогою персоналу лікарні. Серед учасників вбивства були директор, головний лікар, завгосп, а також лікарі та санітари Каленик Цирюк, Ананій Мазур, завідувачка 8-го відділення Євгенія Копистинська та інші.
Пізніше в січні, березні та вересні 1942 року німці також убили багатьох пацієнтів психлікарні у газових камерах, загинули принаймні 525 осіб. Убитих у газ-вагонах поховали, можливо, поряд із братською могилою Бабиного Яру. До кінця 1942 року лікарня припинила працювати як психіатрична, на її території розмістився німецький військовий лазарет.

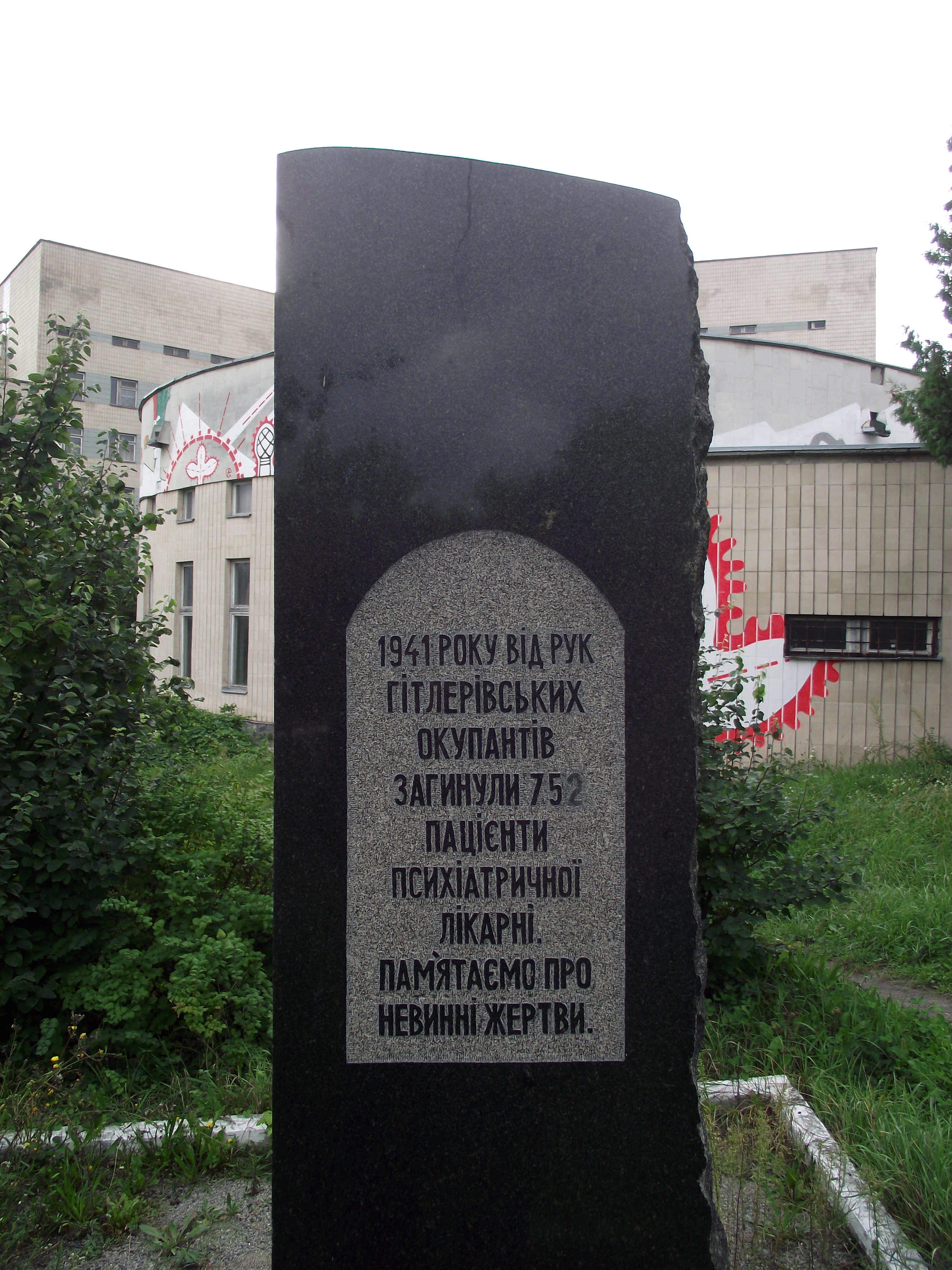
Пам'ятник розстріляним пацієнтам

Восени 1943 року радянськими органами держбезпеки були затримані колишні працівники лікарні, які працювали в окупації. У 1944 році до 10 років ув'язнення були засуджені головний лікар Танцюра, технічні працівники Горохов, Мазур, Гриценко, на 8 років засудили Соколовського, по 2 роки таборів отримали лікарки Пенська й Копистинська. Звільнено було Манька, а К. Цирюк помер під час слідства. У 1946 році вироки всім було скасовано. Причиною було доведення участі Танцюри, Мазура та інших у таємній виписці пацієнтів для рятування їхніх життів.

## Наукові дослідження
У 1950-х роках у лікарні проводилися дослідження під керівництвом Віктора Протопопова та Йосипа Поліщука. На базі 3-го відділення лікарні працювали відділ психіатрії та патології вищої нервової діяльності АН УРСР і кафедра психіатрії Київського інституту вдосконалення лікарів.

## Сучасна структура
Лікарня займає площу 22,7 га, частина належить Кирилівській церкві.

У лікарні працює 30 відділень, серед яких: відділення для гострих психозів, психіатричні відділення з супутньою соматичною патологією, відділення для реабілітації, відділення для учасників та інвалідів Великої Вітчизняної війни, епілептичне відділення, відділення для дітей, Центр медико-соціальної реабілітації, відділення медсестринського догляду.

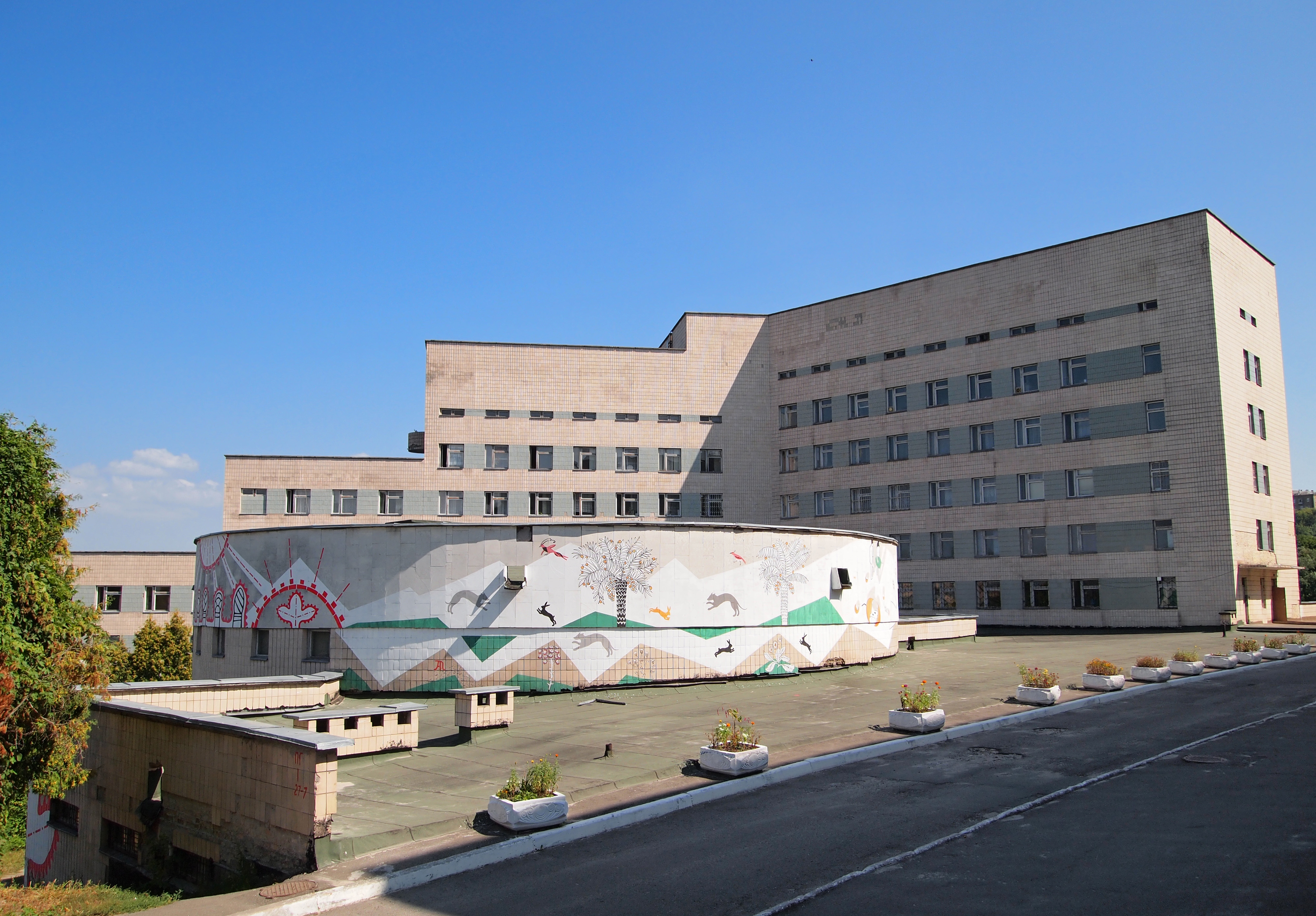
Головна будівля. Сучасний вигляд

В лікарні створено Науково-дослідний інститут соціальної та судової психіатрії та наркології Міністерства охорони здоров'я. Також існує перший в Україні Центр первинного психотичного епізоду та сучасних методів лікування.
Також у лікарні знаходяться базові кафедри медичних вишів:
- кафедра дитячої, соціальної та судової психіатрії НМАПО імені П. Л. Шупика;
- кафедра психіатрії НМАПО імені П. Л. Шупика;
- кафедра психіатрії Національного медичного університету ім. О. О. Богомольця;
- кафедра психіатрії та медичної психології Медичного університету Української асоціації народної медицини

## Пов'язані особи

### Відомі лікарі
- Троїцький Іван Віссаріонович — працював ординатором у 1885—1890 роках.
- Танцюра Мойсей Дорофійович — головний лікар під час Другої світової війни.
- Сапєжко Кирило Михайлович — працював у 1880-1890-х роках після закінчення університету.[12]
- Качковський Петро Еразмович — у 1904—1909 роках був консультантом хірургічного відділення.
- Маковський Станіслав Станіславович — лікар у притулку-яслах на початку XX століття.[13]
- Ергард Ф. Ф. — був консультантом у 1850-х роках.
- Нечай Павло Іванович (19.02.1859 — 1932) — випускник Колегії Павла Галагана (1877), доктор медицини (1891), лікар у 1900-х роках, завідувач лікарні у 1920-х роках.[14][15][16]
- Леплинський Костянтин Михайлович — ординатор відділення для душевнохворих з 1883 року.[17]

### Науковці
- Борис Маньківський
- Валентин Гаккебуш
- Євген Копистинський
- Яків Фрумкін